# Gabinete Scholz
O Gabinete Scholz foi gabinete de governo da Alemanha de 2021 a 2025. Ele foi liderado pelo chanceler Olaf Scholz composto pelos partidos da coalizão semáforo: o partido do chanceler, o Partido Social-Democrata (SPD), o partido Verde e os Liberais (FDP).

## Composição
| Ordem | Posto                                                                                               | Foto | Titular                 | Partido   | Partido               | Período                                       |
| ----- | --------------------------------------------------------------------------------------------------- | ---- | ----------------------- | --------- | --------------------- | --------------------------------------------- |
| 1     | Chanceler                                                                                           |      | Olaf Scholz             | SPD       |                       | 8 de Dezembro de 2021                         |
| 2     | Vice-Chanceler Ministério Federal para Assuntos Econômicos e Proteção Climática                     |      | Robert Habeck           | Os Verdes |                       | 8 de Dezembro de 2021                         |
| 3     | Ministério Federal das Finanças                                                                     |      | Christian Lindner       | FDP       |                       | 8 de Dezembro de 2021                         |
| 4     | Ministério das Relações Exteriores                                                                  |      | Annalena Baerbock       | Os Verdes |                       | 8 de Dezembro de 2021                         |
| 5     | Ministério Federal do Interior                                                                      |      | Nancy Faeser            | SPD       |                       | 8 de Dezembro de 2021                         |
| 6     | Ministério Federal da Habitação, Desenvolvimento Urbano e Construção                                |      | Klara Geywitz           | SPD       |                       | 8 de Dezembro de 2021                         |
| 7     | Ministério Federal da Justiça                                                                       |      | Marco Buschmann         | FDP       |                       | 8 de Dezembro de 2021                         |
| 8     | Ministério do Trabalho e Assuntos Sociais                                                           |      | Hubertus Heil           | SPD       |                       | 8 de Dezembro de 2021                         |
| 9     | Ministério da Defesa                                                                                |      | Christine Lambrecht     | SPD       |                       | 8 de Dezembro de 2021 – 19 de Janeiro de 2023 |
| 9     | Ministério da Defesa                                                                                |      | Boris Pistorius         | SPD       | 19 de Janeiro de 2023 |                                               |
| 10    | Ministério da Nutrição e Agricultura                                                                |      | Cem Özdemir             | Os Verdes |                       | 8 de Dezembro de 2021                         |
| 11    | Ministério Federal da Família, Terceira Idade, Mulher e Juventude                                   |      | Anne Spiegel            | Os Verdes |                       | 8 de Dezembro de 2021 – 25 de Abril de 2022   |
| 11    | Ministério Federal da Família, Terceira Idade, Mulher e Juventude                                   |      | Lisa Paus               | Os Verdes | 25 de Abril de 2022   |                                               |
| 12    | Ministério da Saúde                                                                                 |      | Karl Lauterbach         | SPD       |                       | 8 de Dezembro de 2021                         |
| 13    | Ministério Federal dos Transportes e Infraestrutura Digital                                         |      | Volker Wissing          | FDP       |                       | 8 de Dezembro de 2021                         |
| 14    | Ministério Federal do Meio Ambiente, Proteção da Natureza, Segurança Nuclear e Defesa do Consumidor |      | Steffi Lemke            | Os Verdes |                       | 8 de Dezembro de 2021                         |
| 15    | Ministério Federal da Educação e Pesquisa                                                           |      | Bettina Stark-Watzinger | FDP       |                       | 8 de Dezembro de 2021                         |
| 16    | Ministério para Cooperação e Desenvolvimento Econômico                                              |      | Svenja Schulze          | SPD       |                       | 8 de Dezembro de 2021                         |
| 17    | Ministro Federal para Assuntos Especiais & Chefe da Chancelaria                                     |      | Wolfgang Schmidt        | SPD       |                       | 8 de Dezembro de 2021                         |